# 5 października
5 października jest 278. (w latach przestępnych 279.) dniem w kalendarzu gregoriańskim. Do końca roku pozostaje 87 dni.

## Święta
- Imieniny obchodzą: Apolinary, Bartłomiej, Charytyna, Donat, Donata, Eutychiusz, Faust, Faustyna, Flawia, Flawiana, Flora, Galla, Justyn, Konstancjusz, Maur, Placyd, Rajmund, Tulia i Wiktoryn.
- Portugalia – Święto Republiki
- Vanuatu – Święto Konstytucji
- Międzynarodowe – Światowy Dzień Nauczyciela (święto proklamowane przez UNESCO)
- Wspomnienia i święta w Kościele katolickim[1][2] obchodzą:
  - bł. Albert Marvelli
  - św. Anna Schäffer (tercjarka)
  - bł. Bartłomiej Longo (tercjarz dominikański)
  - św. Faustyna Kowalska (dziewica, zakonnica)
  - bł. Rajmund z Kapui (generał zakonu dominikanów)

## Wydarzenia w Polsce
- 1263 – Wrocławskie Nowe Miasto zostało lokowane na prawie magdeburskim.
- 1356 – Król Kazimierz III Wielki powołał Sąd Wyższy Prawa Niemieckiego i Sąd Sześciu Miast, który był ostateczną instancją odwoławczą przy królu.
- 1377 – Bełz otrzymał prawa miejskie.
- 1580 – I wojna polsko-rosyjska: wojska polskie rozpoczęły oblężenie Zawołocza.
- 1637 – Flota polska na służbie króla Władysława IV Wazy rozpoczęła pobieranie cła wywozowego z Gdańska.
- 1648 – Wojska Wielkiego Księstwa Litewskiego pod dowództwem Janusza Radziwiłła rozpoczęło oblężenie Pińska.
- 1672 – IV wojna polsko-turecka: rozpoczęła się bitwa pod Krasnobrodem.
- 1709 – W Toruniu spotkali się król August II Mocny i car Rosji Piotr I Wielki.
- 1716 – Porażka konfederatów tarnogrodzkich w bitwie pod Kowalewem z wojskami saskimi, podczas której doszło do ostatniej w historii szarży husarii.
- 1733 – We wsi Kamion pod Warszawą 3 tys. stronników saskich, pod osłoną rosyjskiego korpusu gen. Piotra Lacy’ego, ogłosiło królem Augusta III Sasa.
- 1767 – Rozpoczął obrady Sejm repninowski.
- 1807 – W Księstwie Warszawskim utworzono rząd Stanisława Małachowskiego.
- 1816 – Na warszawskim Marymoncie utworzono Instytut Agronomiczny.
- 1827 – We wsi Fasty spadł meteoryt Białystok.
- 1831 – Wojsko polskie w liczbie 20 tys. ludzi wraz z ostatnim wodzem powstania listopadowego gen. Maciejem Rybińskim przekroczyło granicę pruską we wsi Jastrzębie pod Brodnicą i złożyło broń. Był to ostatni epizod powstania.
- 1868 – Sejm Krajowy Galicji uchwalił we Lwowie akt prawny dotyczący ochrony świstaka i kozicy w Tatrach.
- 1900 – Niemal całkowicie spłonęła wieś Siemkowice w powiecie pajęczańskim.
- 1909 – Uruchomiono Port Drzewny w Toruniu.
- 1910 – Ujawniono zbrodnię jasnogórskiego zakonnika Damazego Macocha.
- 1915 – Premiera filmu Żona w reżyserii Jana Pawłowskiego.
- 1924 – Ukazało się pierwsze wydanie czasopisma „Młody Lotnik”.
- 1925 – Oddano do użytku Stadion Miejski w Szczecinie.
- 1926 – Podczas oblotu samolotu JD-2 doszło do pęknięcia przewodu paliwowego i pożaru, w wyniku czego został ciężko poparzony pilot por. Kazimierz Kalina.
- 1929 – W Warszawie policja rozpędziła pochód OM TUR zorganizowany z okazji Dnia Młodzieży Robotniczej.
- 1933 – Premiera polsko-czechosłowackiej komedii filmowej Dwanaście krzeseł w reżyserii Michała Waszyńskiego i Martina Friča.
- 1938 – Z Eksperymentalnej Stacji Telewizyjnej w warszawskim wieżowcu Prudential wyemitowano pierwszy w Polsce program telewizyjny, który był oglądany na 4 odbiornikach.
- 1939 – Kampania wrześniowa:
  - Adolf Hitler odebrał w Warszawie defiladę Wehrmachtu.
  - Niemcy utworzyli pierwsze w okupowanej Polsce getto żydowskie w Piotrkowie Trybunalskim.
  - Pod Kockiem Samodzielna Grupa Operacyjna Polesie pod dowództwem gen. bryg. Franciszka Kleeberga stoczyła ostatnią bitwę z Niemcami, a następnie złożyła broń.
  - Rozstrzelano 38 obrońców Poczty Polskiej w Gdańsku.
- 1942 – Niemcy rozstrzelali ok. 3 tys. Żydów z getta w Dubnie na Wołyniu.
- 1943:
  - Oddziały AK Kazimierza Filipowicza „Korda” i Władysława Czermińskiego „Jastrzębia”, w odwecie za zabicie około 1050 Polaków z wiosek Ostrówek i Wola Ostrowiecka, spaliły wsie Połapy i Sokół na Wołyniu, mordując lokalną ludność.
  - W Dzielnicy Policyjnej w Warszawie miał miejsce nieudany zamach żołnierzy oddziału „Agat” AK na konfidenta i funkcjonariusza Gestapo folksdojcza Alfreda Milkego.
- 1944 – 2. dzień po upadku powstania warszawskiego: ostatnie oddziały AK opuściły Warszawę po kapitulacji powstania.
- 1945:
  - Utworzono Enklawę Policką.
  - Została założona Państwowa Szkoła Muzyczna I stopnia im. Fryderyka Chopina w Kłodzku.
- 1949 – Polska uznała Chińską Republikę Ludową i nawiązała z nią stosunki dyplomatyczne.
- 1957 – W Warszawie zdławiono zamieszki wywołane zamknięciem czasopisma „Po prostu” (tzw. Warszawski Październik ’57).
- 1960 – W rozegranym na Stadionie Wojska Polskiego (pierwszym przy sztucznym oświetleniu) meczu rewanżowym I rundy PEMK Legia Warszawa pokonała duński Aarhus GF 1:0. Do II rundy awansowali Duńczycy, którzy u siebie wygrali 3:0.
- 1964 – Melchior Wańkowicz został aresztowany pod zarzutem współpracy z Radiem Wolna Europa.
- 1965:
  - Oddano do użytku Miasteczko Studenckie Akademii Górniczo-Hutniczej w Krakowie.
  - Oddano do użytku warszawskie Rondo ONZ.
- 1967 – Premiera 1. odcinka serialu Niewiarygodne przygody Marka Piegusa w reżyserii Mieczysława Waśkowskiego.
- 1968 – Jaskinia Raj została uznana za rezerwat przyrody.
- 1971 – Premiera komedii filmowej Kłopotliwy gość w reżyserii Jerzego Ziarnika.
- 1983 – Lech Wałęsa został ogłoszony laureatem Pokojowej Nagrody Nobla.
- 1986 – Na antenie TVP2 wyemitowano premierowe wydanie Magazynu Kryminalnego 997.
- 1987 – Premiera komedii filmowej Misja specjalna w reżyserii Janusza Rzeszewskiego.
- 1994 – Mieczysław Bareja został prezydentem Warszawy.
- 2000 – Na antenie TVP1 wyemitowano premierowy odcinek serialu Plebania.
- 2006 – W szpitalu w Siedlcach doszło do nagłego pogorszenia się stanu zdrowia u dwóch pacjentek po podaniu im zastrzyków z Corhydronem, co doprowadziło do wybuchu tzw. afery Corhydronu.
- 2007 – Decyzją ministra obrony narodowej Aleksandra Szczygły awansowano pośmiertnie 7842 polskich oficerów zamordowanych przez NKWD w 1940 roku.

## Wydarzenia na świecie

Flaga Wolnego Terytorium Triestu

- 578 – Tyberiusz II Konstantyn został cesarzem wschodniorzymskim.
- 610 – Herakliusz został koronowany na cesarza bizantyńskiego.
- 869 – Rozpoczął się Sobór konstantynopolitański IV.
- 877 – Ludwik II Jąkała został królem zachodniofrankijskim.
- 1056 – Henryk IV Salicki został królem Niemiec.
- 1143 – Zawarto traktat z Zamory na mocy którego król Kastylii i Leónu Alfons VII Imperator uznał niepodległość Portugalii i używany od 4 lat tytuł królewski Alfonsa I Zdobywcy.
- 1214 – Henryk I został królem Kastylii.
- 1285 – Filip IV Piękny został królem Francji.
- 1338 – Wojna stuletnia: atak floty francuskiej na Southampton.
- 1412 – Cesarz Japonii Go-Komatsu abdykował na rzecz swojego syna Shōkō.
- 1438 – Owdowiały regent i późniejszy król Szwecji i Norwegii Karol VIII Knutsson Bonde poślubił swą drugą żonę Katarzynę Karlsdotter.
- 1465 – Zawarto traktat z Conflans na mocy którego król Francji Ludwik XI przekazał sporne terytoria przyszłemu władcy Burgundii Karolowi Zuchwałemu.
- 1550 – Założono chilijskie miasto Concepción.
- 1563 – W Kopenhadze zawarto sojusz polsko-duński na mocy którego oba państwa zobowiązały się wspólnie wystąpić przeciwko Szwecji i Rosji.
- 1582 – Ze względu na wprowadzenie kalendarza gregoriańskiego w dniu 4 października, dat od 5 października do 14 października nie było we Francji, Hiszpanii, Italii, Portugalii i Rzeczypospolitej Obojga Narodów.
- 1665 – Założono Uniwersytet w Kilonii.
- 1690 – W Rzymie została założona akademia literacka Arkadia.
- 1722 – Przyszły elektor bawarski, król Czech i cesarz rzymski Karol VII poślubił w Wiedniu arcyksiężniczkę Marię Amelię Habsburg.
- 1744 – W nocy z 4 na 5 października podczas sztormu na kanale La Manche zatonął brytyjski okręt liniowy HMS „Victory” wraz z 1150-osobową załogą i ładunkiem złota.
- 1752 – Papież Benedykt XIV utworzył diecezję fuldzką w Niemczech.
- 1762 – W Wiedniu odbyła się premiera opery Orfeusz i Eurydyka z muzyką Christopha Willibalda Glucka i librettem Ranieriego de’ Calzabigiego.
- 1774 – Rozpoczęło się konklawe, które 15 lutego następnego roku wybrało Piusa VI na następcę Klemensa XIV.
- 1789 – Rewolucja francuska: odbył się marsz kobiet na Wersal, po którym król Ludwik XVI powrócił do Paryża i zaakceptował Deklarację Praw Człowieka i Obywatela oraz konstytucję.
- 1793 – Wprowadzono francuski kalendarz rewolucyjny.
- 1795 – W Paryżu doszło do nieudanej próby zamachu stanu Rojalistów przeciwko Konwentowi Narodowemu.
- 1804 – Zwycięstwo Brytyjczyków nad Hiszpanami w bitwie morskiej pod Kadyksem.
- 1813 – Wojna brytyjsko-amerykańska: zwycięstwo wojsk amerykańskich w bitwie pod Moraviatown.
- 1817 – W Brukseli skradziono rzeźbę Manneken pis.
- 1842 – Mistrz piwowarski Josef Groll uwarzył w Pilźnie pierwszą warkę piwa Pilsner.
- 1855:
  - Niemiecki astronom Hermann Goldschmidt odkrył planetoidę (36) Atalante.
  - Niemiecki astronom Robert Luther odkrył planetoidę (37) Fides.
- 1857 – Niemieccy imigranci założyli Anaheim w Kalifornii.
- 1864 – Około 60 tys. osób zginęło w Kalkucie w wyniku przejścia cyklonu.
- 1869 – W Glasgow zwodowano statek „Otago”, jedyny żaglowiec, którym w latach 1888–1889 dowodził jako kapitan pisarz Józef Konrad Korzeniowski.
- 1877 – Chief Joseph, wódz indiańskiego plemienia Nez Percé, został wzięty do niewoli przez wojsko amerykańskie.
- 1889 – Niemiecki kartograf Hans Meyer i austriacki przewodnik Ludwig Purtscheller dokonali pierwszego wejścia na Kilimandżaro.
- 1892 – W trakcie strzelaniny po napadzie na bank w Coffeyville w stanie Kansas zginęli wszyscy (oprócz jednego) członkowie gangu Daltonów.
- 1897 – Wojsko brazylijskie zdobyło zamieszkaną przez buntowników osadę Canudos w stanie Bahia, dokonując masakry 25 tys. osób, w tym kobiet i dzieci.
- 1904 – Wojna rosyjsko-japońska: rozpoczęła się bitwa nad Sha He.
- 1905 – Wilbur Wright odbył rekordowy, 39-minutowy lot samolotem na dystansie 24,5 mili.
- 1908:
  - Austro-Węgry dokonały aneksji Bośni i Hercegowiny – początek tzw. kryzysu bośniackiego.
  - Bułgaria proklamowała niepodległość (od Turcji).
- 1910 – Portugalia została proklamowana republiką na czele z prezydentem rządu tymczasowego Teófilo Bragą.
- 1914 – Esad Pasza Toptani ogłosił się w Tiranie naczelnym wodzem armii i szefem rządu Albanii.
- 1916 – Oddano do użytku kolejowy Most Chabarowski nad rzeką Amur.
- 1917 – Prezydent USA Woodrow Wilson podpisał dekret zezwalający Polakom z USA formować swoją armię, do czego doszło w kanadyjskim Tadeusz Kosciuszko Camp.
- 1919 – António José de Almeida został prezydentem Portugalii.
- 1920 – Otwarto Amerykański Uniwersytet w Kairze.
- 1921:
  - Riccardo Zanella został pierwszym prezydentem Wolnego Miasta Fiume.
  - W Liechtensteinie przyjęto nową konstytucję wprowadzającą ustrój monarchii konstytucyjnej w miejsce dotychczasowej monarchii absolutnej.
  - W Londynie założono PEN Club.
- 1922 – W pożarze lasu na granicy kanadyjskich prowincji Ontario i Quebec zginęły 43 osoby (4–5 października).
- 1925 – Rozpoczęła się konferencja w Locarno.
- 1929 – Zwodowano japoński niszczyciel „Ayanami”.
- 1930 – Zmierzający do Indii brytyjski sterowiec R101 rozbił się w północnej Francji, w wyniku czego zginęło 48 osób.
- 1931 – Amerykanie Clyde Pangborn i Hugh Herndon na zmodyfikowanym samolocie Bellanca CH-400 Skyrocket przelecieli jako pierwsi przez Pacyfik bez międzylądowania, pokonując w ciągu 41 godzin i 13 minut trasę z Misawy w Japonii do Wenatchee w stanie Waszyngton.
- 1934:
  - Premiera filmu historycznego Kleopatra w reżyserii Cecila B. DeMille’a.
  - Wybuchła rewolucja w hiszpańskiej Asturii.
- 1938 – Prezydent Czechosłowacji Edvard Beneš ustąpił ze stanowiska.
- 1940 – Niemcy aresztowali 63 przywódców głównych francuskich związków i federacji zawodowych, z których większość została rozstrzelana w Châteaubriant rok później.
- 1941 – W Kijowie została założona przez OUN-M Ukraińska Rada Narodowa.
- 1944 – Saarbrücken zostało zbombardowane przez Royal Air Force, w wyniku czego zginęło 361 osób.
- 1945 – Półroczny strajk dekoratorów filmowych w Hollywood zakończył się krwawymi starciami z policją.
- 1946 – Zakończył się 1. Międzynarodowy Festiwal Filmowy w Cannes.
- 1947:
  - Prezydent USA Harry Truman wygłosił apel do Amerykanów o zrezygnowanie z jedzenia mięsa przez kilka dni w tygodniu, aby zaoszczędzone w ten sposób środki można było przekazać głodującym mieszkańcom Europy.
  - Założono amerykańskie stowarzyszenie zrzeszające aktorów, reżyserów teatralnych i dramatopisarzy Actors Studio.
- 1948:
  - 110 tys. osób zginęło w wyniku trzęsienia ziemi w turkmeńskim Aszchabadzie.
  - Dokonano oblotu brytyjskiego śmigłowca Westland WS-51 Dragonfly.
  - Podczas Międzynarodowego Kongresu Ochrony Przyrody we francuskim Fontainebleau powstała późniejsza Międzynarodowa Organizacja Ochrony Przyrody i jej Zasobów (IUCN).
- 1951 – W egipskiej Aleksandrii rozpoczęły się I Igrzyska Śródziemnomorskie.
- 1953:
  - Earl Warren został mianowany przez prezydenta Dwighta Eisenhowera prezesem Sądu Najwyższego Stanów Zjednoczonych.
  - W dzielnicy Los Angeles Sun Valley odbył się pierwszy udokumentowany mityng Anonimowych Narkomanów.
- 1954 – Włochy i Jugosławia podpisały porozumienie o podziale Wolnego Terytorium Triestu.
- 1956 – Premiera amerykańskiego filmu religijnego Dziesięcioro przykazań w reżyserii Cecila B. DeMille’a.
- 1958 – Francuska Afryka Zachodnia została podzielona na odrębne republiki autonomiczne.
- 1959 – Amerykański atomowy okręt podwodny USS „Seadragon” zderzył się z wielorybem, co spowodowało uszkodzenie jednej ze śrub napędowych.
- 1960:
  - 52,29% spośród głosujących w referendum wyłącznie białych mieszkańców Związku Południowej Afryki opowiedziało się za zerwaniem powiązań konstytucyjnych z Wielką Brytanią i proklamowaniem republiki.
  - Reprezentant ZSRR Piotr Bołotnikow ustanowił w Kijowie rekord świata w biegu na 10 km (28.12,2).
- 1961:
  - Podpisano konwencję haską znoszącą wymóg legalizacji zagranicznych dokumentów urzędowych przez placówki dyplomatyczne lub urzędy konsularne.
  - Premiera melodramatu Śniadanie u Tiffany’ego w reżyserii Blake’a Edwarda.
  - Przewodniczący ChRL Liu Shaoqi i król Nepalu Mahendra Bir Bikram Shah Dev podpisali w Pekinie umowę ustalającą przebieg granicy między oboma krajami.
- 1962:
  - Premiera filmu sensacyjnego Doktor No w reżyserii Terence’a Younga, pierwszego z serii z agentem 007 Jamesem Bondem.
  - Ukazał się pierwszy singiel grupy The Beatles Love Me Do/P.S. I Love You.
  - Została powołana europejska organizacja Europejskie Obserwatorium Południowe (ESO), mająca na celu budowę i utrzymywanie obserwatoriów na półkuli południowej.
- 1964 – 57 osób uciekło do Berlina Zachodniego tunelem wydrążonym pod Murem Berlińskim.
- 1966 – Doszło do stopienia rdzenia w eksperymentalnym reaktorze atomowym w Detroit.
- 1967 – W nocy z 4 na 5 października u wybrzeży kanadyjskiej prowincji Nowa Szkocja spadł duży, niezidentyfikowany obiekt (incydent w Shag Harbour).
- 1968 – W Londonderry policja brutalnie rozpędziła pokojową demonstrację katolików, co zapoczątkowało trwający 30 lat konflikt w Irlandii Północnej.
- 1969 – Telewizja BBC wyemitowała premierowy odcinek serialu komediowego Latający cyrk Monty Pythona.
- 1970:
  - Separatyści z Frontu Wyzwolenia Quebecu uprowadzili w Montrealu brytyjskiego dyplomatę Jamesa Richarda Crossa.
  - Utworzono sieć amerykańskich publicznych stacji telewizyjnych PBS.
- 1972:
  - Anker Jørgensen został premierem Danii.
  - Bangladesz i Tajlandia nawiązały stosunki dyplomatyczne.
  - Jean-Marie Le Pen założył francuski skrajnie prawicowy Front Narodowy.
- 1973:
  - Ukazał się album Eltona Johna Goodbye Yellow Brick Road.
  - W Monachium podpisano Konwencję o udzielaniu patentów europejskich.
- 1974:
  - 5 osób zginęło, a 65 zostało rannych w przeprowadzonych przez Tymczasową IRA zamachach bombowych na dwa puby w angielskim Guildford.
  - W Waseca w stanie Minnesota Amerykanin Dave Kunst zakończył trwającą ponad 4 lata pieszą wyprawę dookoła świata.
- 1975 – Południowoafrykańska wojna graniczna: stoczono bitwę pod Norton de Matros.
- 1980 – W RFN odbyły się wybory do Bundestagu.
- 1981 – Szwedzki dyplomata Raoul Wallenberg, ratujący w czasie II wojny światowej węgierskich Żydów, otrzymał pośmiertnie tytuł Honorowego Obywatela Stanów Zjednoczonych.
- 1983 – Czeski astronom Antonín Mrkos odkrył planetoidę (9007) James Bond.
- 1984 – Rozpoczęła się misja STS-41-G wahadłowca Discovery z pierwszym kanadyjskim astronautą Markiem Garneau na pokładzie.
- 1985 – Zamachy na turystów izraelskich w Egipcie (7 zabitych) i Tunezji (5 zabitych i 2 rannych).
- 1986 – Na łamach „London Sunday Times” opublikowano zdradzone przez Mordechaja Vanunu informacje o izraelskim programie budowy broni atomowej.
- 1988:
  - 55% obywateli Chile odrzuciło w referendum możliwość objęcia trzeciej kadencji prezydenckiej przez gen. Augusto Pinocheta.
  - Przyjęto nową konstytucję Brazylii.
- 1989 – XIV Dalajlama Tenzin Gjaco został ogłoszony laureatem Pokojowej Nagrody Nobla.
- 1991 – 137 osób zginęło w katastrofie indonezyjskiego samolotu wojskowego Lockheed C-130 Hercules pod Dżakartą.
- 1992 – Lennart Meri został wybrany na urząd prezydenta Estonii.
- 1994 – 48 członków sekty Zakon Świątyni Słońca w Szwajcarii i 5 w Kanadzie popełniło zbiorowe samobójstwo.
- 1995 – Przyjęto flagę Macedonii Północnej.
- 1997 – Grecki ultramaratończyk Janis Kuros ustanowił w australijskiej Adelaide aktualny do dziś rekord świata w biegu 24-godzinnym (303,506 km).
- 1999 – 31 osób zginęło, a 523 zostały ranne w wyniku zderzenia pociągów w Londynie.
- 2000 – W Belgradzie odbyła się masowa demonstracja mająca zmusić prezydenta Jugosławii Slobodana Miloševicia do ustąpienia ze stanowiska.
- 2001 – Na Florydzie zmarł fotoedytor tabloidu „Sun”, pierwsza z 5 śmiertelnych ofiar zarażonych bakteriami wąglika, rozsyłanych drogą pocztową do instytucji publicznych po zamachach z 11 września 2001 roku.
- 2003 – Achmat Kadyrow został wybrany na urząd prezydenta Czeczenii.
- 2004 – Monako zostało przyjęte do Rady Europy.
- 2008 – 75 osób zginęło, a 150 zostało rannych w wyniku trzęsienia ziemi, które nawiedziło Kirgistan.
- 2012 – Portowi lotniczemu Praga-Ruzyně nadano imię Václava Havla.
- 2013 – W Trypolisie został zatrzymany przez amerykańskie siły specjalne Delta Force libijski terrorysta i specjalista komputerowy Al-Ka’idy Abu Anas al-Libi.
- 2014:
  - 6 osób zginęło, a 12 zostało rannych w samobójczym zamachu bombowym w stolicy Czeczenii Groznym.
  - Francuski kierowca Jules Bianchi z rosyjskiego zespołu Marussia F1 został ciężko ranny w wypadku podczas wyścigu o Grand Prix Japonii na torze Suzuka. W wyniku odniesionych obrażeń zmarł 17 lipca 2015 roku w szpitalu w Nicei.
  - W przedterminowych wyborach parlamentarnych w Bułgarii zwyciężyło opozycyjne centroprawicowe ugrupowanie GERB byłego premiera Bojko Borisowa.
- 2015 – 12 krajów regionu Azji i Pacyfiku zawarło umowę handlową Partnerstwo Transpacyficzne (TPP).
- 2016 – Została otwarta linia kolejowa Addis Abeba – Dżibuti.
- 2021 – Został wydany system operacyjny Windows 11.
- 2023:
  - Inwazja Rosji na Ukrainę: Ukraina: w wyniku rosyjskiego ataku rakietowego na wieś Hroza w obwodzie charkowskim zginęło 59 osób, a 7 zostało rannych.
  - W ataku dronowym na uczestników ceremonii ukończenia szkoły wojskowej w Homs w Syrii zginęło co najmniej 112 osób, a ok. 300 zostało rannych.

## Urodzili się
- 440 – Bodhidharma, pierwszy patriarcha buddyzmu chan (zm. ?)
- 1377 – Ludwik II, książę Andegawenii, hrabia Maine, hrabia Prowansji, Forcalquier i Piemontu (zm. 1417)
- 1520 – Alessandro Farnese, włoski kardynał (zm. 1589)
- 1524 – Rani Durgavati, królowa Gondwany (zm. 1564)
- 1609 – Paul Fleming, niemiecki lekarz, poeta (zm. 1640)
- 1625 – Edward Wittelsbach, książę Palatynatu Reńskiego, hrabia palatyn i książę Palatynatu-Simmern (zm. 1663)
- 1626 – Jerzy II, książę Wirtembergii-Mömpelgard (zm. 1699)
- 1641 – Markiza de Montespan, francuska arystokratka, kochanka Ludwika XIV (zm. 1707)
- 1653 – Daniello Marco Delfino, włoski duchowny katolicki, arcybiskup ad personam Brescii, nuncjusz apostolski, kardynał (zm. 1704)
- 1658 – Maria z Modeny, królowa Anglii i Szkocji (zm. 1718)
- 1677 – Pietro Grimani, doża Wenecji (zm. 1752)
- 1702 – Józef Fryderyk von Sachsen-Hildburghausen, marszałek polny w wojsku austriackim, regent księstwa Saksonia-Hildburghausen, mecenas muzyki (zm. 1787)
- 1703 – Jonathan Edwards, amerykański misjonarz, kaznodzieja, teolog protestancki (zm. 1758)
- 1712 – Francesco Guardi, włoski malarz (zm. 1793)
- 1713 – Denis Diderot, francuski pisarz, krytyk literatury i sztuki, filozof, encyklopedysta (zm. 1784)
- 1715 – Victor Riqueti de Mirabeau, francuski ekonomista, filozof (zm. 1789)
- 1717 – Maria Anna de Mailly, francuska arystokratka (zm. 1744)
- 1722:
  - José Augustin Llano y de la Quadra, hiszpański arystokrata, dyplomata (zm. 1794)
  - Gregorio Sciroli, włoski kompozytor (zm. 1781)
- 1728 – Charles d’Éon, francuski dyplomata, żołnierz, szpieg, wolnomularz (zm. 1810)
- 1737 – Aleksiej Orłow, rosyjski hrabia, dowódca wojskowy, działacz państwowy (zm. 1808)
- 1743 – Giuseppe Gazzaniga, włoski kompozytor (zm. 1818)
- 1751 – James Iredell, amerykański prawnik (zm. 1799)
- 1778 – Ernst Ludwig von Aster, sasko-prusko-rosyjski generał, inżynier wojskowy (zm. 1855)
- 1779 – Franciszek Żymirski, polski generał dywizji (zm. 1831)
- 1780 – Benedict Arnold, amerykański przedsiębiorca, polityk, właściciel ziemski, filantrop (zm. 1849)
- 1781 – Bernard Bolzano, czeski matematyk, filozof, teolog pochodzenia włoskiego (zm. 1848)
- 1789:
  - Leon Przyłuski, polski duchowny katolicki, arcybiskup metropolita gnieźnieński i poznański, prymas Polski (zm. 1865)
  - William Scoresby, brytyjski podróżnik, meteorolog i oceanograf amator (zm. 1857)
- 1794 – Tadeusz Franciszek Badowski, polski ziemianin, kapitan wojsk Księstwa Warszawskiego (zm. 1857)
- 1799 – Karl Bernhardi, niemiecki pisarz, polityk (zm. 1874)
- 1802 – Maurycy Gosławski, polski poeta, uczestnik kampanii tureckiej i powstania listopadowego (zm. 1834)
- 1808:
  - Willis Gaylord Clark, amerykański poeta (zm. 1841)
  - Wilhelm Weitling, niemiecki socjalista utopijny, rewolucjonista (zm. 1871)
- 1817 – Alois Taux, niemiecko-austriacki muzyk, dyrygent, kompozytor, pierwszy dyrektor Mozarteum w Salzburgu (zm. 1861)
- 1818 – (lub 1819) Jón Thoroddsen, islandzki pisarz (zm. 1868)
- 1820 – James Stansfeld, brytyjski polityk (zm. 1898)
- 1821 – Rudolf Haym, niemiecki historyk filozofii i literatury (zm. 1901)
- 1823 – Feliks Jaroński, polski pianista, kompozytor, pedagog (zm. 1895)
- 1829:
  - Chester Arthur, amerykański polityk, wiceprezydent i prezydent USA (zm. 1886)
  - Ludwig Knaus, niemiecki malarz (zm. 1910)
- 1836 – Takeaki Enomoto, japoński wiceadmirał, polityk, jedyny prezydent separatystycznej Republiki Ezo (zm. 1908)
- 1840:
  - Jan II Dobry, książę Liechtensteinu (zm. 1929)
  - Józef Hussarzewski, polski ziemianin, podróżnik (zm. 1892)
- 1841 – Philipp Mainländer, niemiecki filozof, pisarz (zm. 1876)
- 1844 – Edward Korczyński, polski lekarz internista, polityk (zm. 1905)
- 1846 – Francis Aidan Gasquet, brytyjski kardynał (zm. 1929)
- 1848:
  - Édouard Detaille, francuski malarz (zm. 1912)
  - Guido von List, austriacki pisarz, okultysta (zm. 1919)
  - Ernesto Nathan, włoski polityk, burmistrz Rzymu pochodzenia żydowskiego (zm. 1921)
  - Władimir Roth, rosyjski neurolog, neuropatolog pochodzenia żydowskiego (zm. 1916)
- 1851 – Placyd Dziwiński, polski matematyk, wykładowca akademicki (zm. 1936)
- 1853:
  - Aleksy (Mołczanow), rosyjski biskup prawosławny (zm. 1914)
  - Andra Nikolić, serbski prawnik, polityk, pisarz, publicysta (zm. 1918)
- 1855:
  - Max Filke, niemiecki organista, kompozytor (zm. 1911)
  - Mieczysław Wiktor, polski pułkownik (zm. 1926)
- 1858:
  - Heinrich von Battenberg, niemiecki arystokrata (zm. 1896)
  - Zygmunt Florian Dziembowski, polski prawnik, adwokat, polityk (zm. 1918)
- 1860 – Lucien Laberthonnière, francuski filozof, teolog (zm. 1932)
- 1861 – Ismael Montes, boliwijski generał, polityk, prezydent Boliwii (zm. 1933)
- 1862 – Mieczysław Mańkowski, polski działacz socjalistyczny i niepodległościowy (zm. 1922)
- 1863 – Klara Zamenhof, polska esperantystka pochodzenia żydowskiego (zm. 1924)
- 1864 – Louis Lumière, francuski pionier kinematografii (zm. 1948)
- 1873 – Ida Benjamin, niemiecka działaczka społeczna, ofiara Holocaustu (zm. 1943)[3]
- 1874 – Alfred Chłapowski, polski ziemianin, polityk, dyplomata (zm. 1940)
- 1878 – Ryszard Ordyński, polski reżyser i scenarzysta filmowy (zm. 1953)
- 1879 – Francis Peyton Rous, amerykański patolog, laureat Nagrody Nobla (zm. 1970)
- 1881 – Franciszek Pianzola, włoski duchowny katolicki, błogosławiony (zm. 1943)
- 1883 – Niels Nielsen, norweski żeglarz sportowy (zm. 1961)
- 1885 – Slavomil Ctibor Daněk, czeski duchowny ewangelicki, teolog, wykładowca akademicki (zm. 1946)
- 1887:
  - René Cassin, francuski prawnik, laureat Pokojowej Nagrody Nobla (zm. 1976)
  - Gustav Dörr, niemiecki pilot wojskowy, as myśliwski (zm. 1928)
- 1888 – Tadeusz Skarga-Gaertig, polski major kawalerii (zm. 1935)
- 1890:
  - Orest Dżułyński, polski pułkownik dyplomowany piechoty, piłkarz, działacz piłkarski (zm. ?)
  - Franciszek Stróżyński, polski działacz socjalistyczny i związkowy (zm. 1936)
- 1891 – Stefan Walter, polski major piechoty (zm. 1920)
- 1892:
  - Georgi Damjanow, bułgarski generał porucznik, polityk (zm. 1958)
  - Andrej Jakubiecki, białoruski wojskowy, działacz kulturalno-oświatowy (zm. po 1945)
- 1893:
  - Lajos Czeizler, węgierski trener piłkarski (zm. 1969)
  - Jacques Ehrlich, francuski pilot wojskowy, as myśliwski (zm. 1953)
- 1894:
  - Franciszek Gnyp, polski artysta malarz, nauczyciel, kawaler Orderu Virtuti Militari (zm. 1970)
  - Tadeusz Gronowski, polski grafik, malarz, architekt wnętrz, plakacista (zm. 1990)
  - Wincenty Hyla, polski rolnik, działacz niepodległościowy i społeczny (zm. 1975)
  - Bevil Rudd, południowoafrykański lekkoatleta, sprinter i średniodystansowiec (zm. 1948)
- 1895:
  - Walter Bedell Smith, amerykański generał, dyrektor CIA (zm. 1961)
  - Tadeusz Szymczykiewicz, polski działacz niepodległościowy i oficer żandarmerii (zm. 1940)
- 1896 – Constantin Rădulescu, rumuński trener piłkarski (zm. 1981)
- 1897:
  - Zuzka Medveďová, serbska malarka pochodzenia słowackiego (zm. 1985)
  - Percy Spender, australijski prawnik, polityk, dyplomata (zm. 1985)
- 1898:
  - José Camón Aznar, hiszpański historyk, filozof, literat (zm. 1979)
  - Olav Kjelbotn, norweski biegacz narciarski (zm. 1966)
- 1899:
  - Georges Bidault, francuski polityk, premier i prezydent Francji (zm. 1983)
  - Thomas Arthur Connolly, amerykański duchowny katolicki, arcybiskup Seattle (zm. 1991)
  - Marcus Wallenberg, szwedzki żeglarz sportowy (zm. 1982)
- 1900:
  - Ko Hirasawa, japoński neurolog, neuroanatom, wykładowca akademicki (zm. 1989)
  - Marcel Josserand, francuski mykolog (zm. 1992)
  - Warwara Miasnikowa, radziecka aktorka (zm. 1978)
  - Edmund Roszak, polski jezuita, Sługa Boży (zm. 1943)
  - Ehrengard Schramm, niemiecka polityk (zm. 1985)
  - Aleksander Tupalski, polski piłkarz, hokeista, działacz sportowy (zm. 1980)
  - Dionizy Zuberbier, polski otolaryngolog (zm. 1940)
- 1901 – Atilano Cruz Alvarado, meksykański duchowny katolicki, męczennik, święty (zm. 1928)
- 1902:
  - Boleslovas Baranauskas, litewski działacz partyjny i państwowy, funkcjonariusz radzieckich służb bezpieczeństwa (zm. 1975)
  - Siergiej Buniaczenko, radziecki pułkownik, kolaborant (zm. 1946)
  - Jan Ertmański, polski bokser (zm. 1968)
  - Michał Kondracki, polski kompozytor, publicysta muzyczny, pedagog (zm. 1984)
  - Ray Kroc, amerykański przedsiębiorca pochodzenia czeskiego (zm. 1984)
  - Vaadjuv Nyqvist, norweski żeglarz sportowy (zm. 1961)
- 1903 – Harald Poelchau, niemiecki duchowny i teolog katolicki, działacz antynazistowski (zm. 1972)
- 1904:
  - Fu Baoshi, chiński malarz, kaligraf, historyk sztuki (zm. 1965)
  - Franciszek Klon, polski pisarz (zm. 1983)
  - Salvatore Siino, włoski duchowny katolicki, arcybiskup, nuncjusz apostolski (zm. 1963)
  - Tadeusz Żabiński, polski działacz partyjny i państwowy (zm. 1990)
- 1905 – Stanisław Kamiński, polski tancerz, aktor, inspicjent (zm. 1980)
- 1907:
  - Giuseppe Castelli, włoski lekkoatleta, sprinter (zm. 1942)
  - Alina Hulanicka, polska lekkoatletka, ginekolog-położnik (zm. 1989)
  - Ragnar Nurkse, estoński ekonomista (zm. 1959)
- 1908:
  - Bernard Czapliński, polski duchowny katolicki, biskup chełmiński (zm. 1980)
  - Wilhelm Dieckvoß, niemiecki astronom (zm. 1982)
  - Joshua Logan, amerykański scenarzysta, reżyser filmowy i teatralny, pisarz (zm. 1988)
- 1909:
  - Bohdan Ihor Antonycz, ukraiński prozaik, poeta (zm. 1937)
  - Irina Brżeska, rosyjska malarka (zm. 1990)
  - Zbigniew Koczanowicz, polski aktor, reżyser teatralny (zm. 1987)
  - Edward Osóbka-Morawski, polski polityk, przewodniczący PKWN, premier Rządu Tymczasowego (zm. 1997)
  - Leon Pająk, polski porucznik, obrońca Westerplatte (zm. 1990)
  - Nikołaj Siergiejew, radziecki admirał (zm. 1999)
- 1910:
  - Bolesław Broda, polski farmaceuta, botanik, zielarz (zm. 2010)
  - Lionello Levi Sandri, włoski polityk, eurokomisarz (zm. 1991)
- 1911 – Zbigniew Czeczot-Gawrak, polski filmoznawca, historyk i teoretyk filmu, publicysta, wykładowca akademicki (zm. 2009)
- 1912:
  - Horace Gwynne, kanadyjski bokser (zm. 2001)
  - Nikołaj Kuzmienko, radziecki generał major (zm. ?)
  - Zbigniew Przystasz, polski podporucznik rezerwy piechoty (zm. 1940)
- 1913:
  - Eugene Fluckey, amerykański kontradmirał (zm. 2007)
  - Marian Woyna Orlewicz, polski kombinator norweski, trener, działacz sportowy (zm. 2011)
  - Stanisław Żaryn, polski architekt, konserwator zabytków (zm. 1964)
- 1914:
  - Elfriede Kaun, niemiecka lekkoatletka, skoczkini wzwyż (zm. 2008)
  - Jack Medica, amerykański pływak (zm. 1985)
  - Anatolij Niefiodow, radziecki pułkownik pilot, as myśliwski (zm. 1973)
- 1915:
  - Michał Fijałka, polski kapitan piechoty, cichociemny, nauczyciel (zm. 1983)
  - Stanley Motta, jamajski producent muzyczny (zm. 1993)
- 1916:
  - Stetson Kennedy, amerykański dziennikarz, obrońca praw człowieka, pisarz (zm. 2011)
  - Wiktor Kozak, polski generał brygady (zm. 1995)
  - Czesław Poborski, polski geolog, wykładowca akademicki (zm. 1964)
  - Midchat Szakirow, radziecki polityk (zm. 2004)
- 1917:
  - Robert Adams, brytyjski rzeźbiarz (zm. 1984)
  - Allen Ludden, amerykański gospodarz teleturnieju (zm. 1981)
  - Nikołaj Smirnow, radziecki admirał (zm. 1992)
  - Magda Szabó, węgierska pisarka (zm. 2007)
  - Galina Urbanowicz, radziecka gimnastyczka (zm. 2011)
- 1918:
  - Jimmy Blanton, amerykański muzyk jazzowy (zm. 1942)
  - Witold Rodziński, polski sinolog, historyk, dyplomata (zm. 1997)
- 1919:
  - Donald Pleasence, brytyjski aktor (zm. 1995)
  - Boris Szczerbina, radziecki polityk (zm. 1990)
  - Vojtech Zamarovský, słowacki prawnik, prozaik, tłumacz (zm. 2006)
- 1920 – Meliton Kantaria, gruziński żołnierz (zm. 1993)
- 1921:
  - Nikołaj Dupak, rosyjski aktor (zm. 2023)
  - Wanda Kruszewska, polska aktorka (zm. 2013)
  - Marian Miśkiewicz, polski ekonomista, działacz socjalistyczny, polityk, poseł na Sejm PRL (zm. 1995)
- 1922:
  - Brunon Bukowski, polski aktor (zm. 1997)
  - Jacek Busz, polski siatkarz, trener (zm. 1982)
  - José Froilán González, argentyński kierowca wyścigowy (zm. 2013)
  - Ziuta Hartman, polsko-żydowska działaczka konspiracyjna (zm. 2015)
  - Jock Stein, szkocki piłkarz, trener (zm. 1985)
- 1923:
  - Stig Dagerman, szwedzki pisarz (zm. 1954)
  - Albert Guðmundsson, islandzki piłkarz (zm. 1994)
  - Glynis Johns, brytyjska aktorka, tancerka, piosenkarka, pianistka (zm. 2024)
  - Klaus Neumann, niemiecki pilot wojskowy, as myśliwski (zm. 2000)
- 1924:
  - Janina Błaszczak, polska podpułkownik, ekonomistka (zm. 2010)
  - José Donoso, chilijski pisarz (zm. 1996)
  - Olga Gyarmati, węgierska lekkoatletka, skoczkini w dal (zm. 2013)
  - Anna Radoń, polska Sprawiedliwa wśród Narodów Świata (zm. 2001)
  - Andrzej Wolski, polski harcerz, żołnierz Szarych Szeregów i AK (zm. 2011)
- 1925:
  - Gail Davis, amerykańska aktorka (zm. 1997)
  - Jan Gieryng, polski urzędnik, działacz krajoznawczy, przewodnik turystyczny (zm. 1974)
  - Antoine Gizenga, kongijski polityk, premier Demokratycznej Republiki Konga (zm. 2019)
  - Paul Wild, szwajcarski astronom (zm. 2014)
- 1926:
  - Gottfried Michael Koenig, niemiecki kompozytor, teoretyk muzyki, pedagog (zm. 2021)
  - Marian Majkowski, polski pisarz kaszubski (zm. 2012)
  - Kailashpati Mishra, indyjski polityk (zm. 2012)
  - Zbigniew Nowak, polski generał broni, polityk (zm. 2020)
  - Willi Unsoeld, amerykański wspinacz (zm. 1979)
- 1927:
  - Zbigniew Kuchowicz, polski historyk (zm. 1991)
  - Bruce Millan, brytyjski polityk (zm. 2013)
  - Mieczysław Szymczak, polski językoznawca, dialektolog, autor słowników (zm. 1985)
- 1928:
  - Zbigniew Dyka, polski adwokat, polityk, poseł na Sejm RP, minister sprawiedliwości i prokurator generalny (zm. 2019)
  - Wojciech Wieczorek, polski dziennikarz, dyplomata (zm. 2012)
- 1929:
  - Maciej Borniński, polski aktor (zm. 1993)
  - Brunon Bortel, polski grafik, rysownik, działacz kulturalny, regionalista, filatelista (zm. 1997)
  - Richard Gordon, amerykański komandor US Navy, astronauta (zm. 2017)
  - Kazimierz Grzybowski, polski lekarz, polityk, poseł na Sejm PRL (zm. 2016)
  - Flávio Pinho, brazylijski piłkarz (zm. 2021)
- 1930:
  - Tytus Krawczyc, polski generał dywizji pilot, polityk, poseł na Sejm PRL (zm. 2020)
  - Roderyk Lange, polski etnolog, antropolog tańca, choreolog (zm. 2017)
  - Rahmon Nabijew, tadżycki polityk, premier i prezydent Tadżykistanu (zm. 1993)
  - Pawło Popowicz, ukraiński pilot wojskowy, kosmonauta (zm. 2009)
  - Reinhard Selten, niemiecki ekonomista, laureat Nagrody Banku Szwecji im. Alfreda Nobla w dziedzinie ekonomii (zm. 2016)
- 1931:
  - Stefan Brzózka, polski szachista (zm. 2023)
  - Judy Canty, australijska lekkoatletka, skoczkini w dal (zm. 2016)
  - Christiane Mercelis, belgijska tenisistka (zm. 2024)
  - Jan Wiktor Nowak, polski duchowny katolicki, biskup pomocniczy gnieźnieński, biskup siedlecki (zm. 2002)
  - Galina Szamraj, radziecka gimnastyczka (zm. 2022)
- 1932:
  - Daniel Ange, francuski duchowny katolicki, pisarz
  - Neal Ascherson, szkocki dziennikarz, pisarz
  - Cesare Pinarello, włoski kolarz torowy (zm. 2012)
  - Gabriel Piroird, francuski duchowny katolicki, biskup diecezji konstantynowskiej w Algierii (zm. 2019)
- 1933:
  - Diane Cilento, australijska aktorka (zm. 2011)
  - Ágnes Gergely, węgierska poetka, pisarka, tłumaczka pochodzenia żydowskiego
  - Myrosława Kot, ukraińska hafciarka (zm. 2014)
  - Thomas Mathiesen, norweski socjolog prawa, wykładowca akademicki (zm. 2021)
  - Carmen Salinas, meksykańska aktorka (zm. 2021)
- 1934:
  - Angelo Buono, amerykański seryjny morderca pochodzenia włoskiego (zm. 2002)
  - Paul Dacoury-Tabley, iworyjski duchowny katolicki, biskup Grand-Bassam
  - João Maria Messi, włoski duchowny katolicki, biskup Barra do Piraí-Volta Redonda w Brazylii
  - Roman Pusiak, polski generał brygady (zm. 2021)
- 1935:
  - Əhməd Ələsgərov, azerski piłkarz, trener (zm. 2015)
  - Jerzy Chmiel, polski duchowny katolicki, biblista (zm. 2016)
  - Tarcísio Meira, brazylijski aktor (zm. 2021)
  - Laurent Robuschi, francuski piłkarz pochodzenia włoskiego
  - Oswald Wiener, austriacki pisarz, teoretyk językoznawstwa i cybernetyki (zm. 2021)
- 1936:
  - Václav Havel, czeski prozaik, dramaturg, działacz opozycji antykomunistycznej, polityk, prezydent Czechosłowacji i Czech (zm. 2011)
  - Gaspar Quintana Jorquera, chilijski duchowny katolicki, biskup Copiapó
  - Philippe Rondot, francuski generał, funkcjonariusz wywiadu (zm. 2017)
  - Adrian Smith, amerykański koszykarz
  - Ryszard Sztanke, polski lekarz weterynarii, polityk, wicewojewoda chełmski (zm. 2018)
- 1937 – Ollan Cassell, amerykański lekkoatleta, sprinter
- 1938:
  - Milan Čop, chorwacki piłkarz
  - Takehiko Endō, japoński polityk, minister rolnictwa, leśnictwa i rybołówstwa (zm. 2019)
  - Johnny Moore, jamajski trębacz, członek zespołu The Skatalites (zm. 2008)
  - Wojciech Zieliński, polski chemik, profesor nauk technicznych, nauczyciel akademicki (zm. 2024)
- 1939:
  - Marie-Claire Blais, kanadyjska poetka, pisarka (zm. 2021)
  - Marie Laforêt, francuska piosenkarka, aktorka (zm. 2019)
- 1940:
  - Rein Aun, estoński lekkoatleta, wieloboista (zm. 1995)
  - Nick Clements, amerykański językoznawca, fonolog (zm. 2009)
  - Milena Dravić, serbska aktorka (zm. 2018)
- 1941:
  - Siergiej Chorużyj, rosyjski filozof, fizyk, teolog, tłumacz (zm. 2020)
  - Eduardo Duhalde, argentyński polityk, prezydent Argentyny
  - Wojciech Hanc, polski duchowny katolicki, teolog (zm. 2021)
  - Helena Majdaniec, polska piosenkarka (zm. 2002)
  - Bogusław Polch, polski rysownik, autor komiksów (zm. 2020)
- 1942:
  - Nella Anfuso, włoska śpiewaczka operowa (sopran), muzykolog
  - Krystyna Grochowska, polska wokalistka, członkini zespołu Alibabki (zm. 2025)
- 1943:
  - Ben Cardin, amerykański polityk, senator
  - Inna Czurikowa, rosyjska aktorka (zm. 2023)
  - Etela Farkašová, słowacka pisarka, eseistka, publicystka, filozofka
  - Andrzej Litwornia, polski historyk literatury, eseista (zm. 2006)
  - Steve Miller, amerykański gitarzysta, wokalista, kompozytor, założyciel zespołu Steve Miller Band
  - Stefan Wojtas, polski pianista, pedagog muzyczny (zm. 2024)
- 1944:
  - Cesare Nosiglia, włoski duchowny katolicki, arcybiskup Turynu
  - Andrzej Zieliński, polski muzyk, klawiszowiec, kompozytor, członek zespołu Skaldowie
- 1945:
  - Brian Connolly, brytyjski wokalista, członek zespołu Sweet (zm. 1997)
  - Andrzej Lasocki, polski lekkoatleta, trójskoczek, trener, menedżer sportowy, wydawca
- 1946:
  - Thomson Allan, szkocki piłkarz, bramkarz
  - Rudolf Hrušínský młodszy, czeski aktor
  - Brian Jacks, brytyjski judoka
  - Kjell Johansson, szwedzki tenisista stołowy (zm. 2011)
  - Renato Serio, włoski kompozytor, dyrygent, aranżer (zm. 2024)
  - Marvin Sutton, amerykański bimbrownik, przemytnik alkoholu, pisarz, filmowiec (zm. 2009)
  - Edward Włodarczyk, polski historyk (zm. 2021)
- 1947:
  - Giovanni D’Ercole, włoski duchowny katolicki, biskup Ascoli Piceno
  - Brian Johnson, brytyjski wokalista, członek zespołów: Geordie i AC/DC
  - Michèle Pierre-Louis, haitańska polityk, premier Haiti
- 1948:
  - Beverly Connor, amerykańska archeolog, pisarka
  - Jurij Dehteriow, ukraiński piłkarz (zm. 2022)
  - Nifont (Sołoducha), ukraiński duchowny prawosławny, biskup chmielnicki, łucki i wołyński (zm. 2017)
  - Zoran Živković, serbski pisarz
- 1949:
  - Peter Ackroyd, brytyjski pisarz, krytyk literacki
  - Zygmunt Garłowski, polski piłkarz (zm. 2007)
  - Ralph Goodale, kanadyjski polityk
  - Klaus Ludwig, niemiecki kierowca wyścigowy, komentator telewizyjny
  - Douglas Regattieri, włoski duchowny katolicki, biskup Ceseny-Sarsiny
  - Andrzej Tylec, polski perkusista (zm. 1990)
  - Marek Wilczyński, polski muzyk, kompozytor, muzykolog, producent muzyczny
- 1950:
  - Eddie Clarke, brytyjski gitarzysta, wokalista, członek zespołów: The Bitter End, Curtis Knight, Zeus, Blue Goose, Motörhead i Fastway (zm. 2018)
  - Jeff Conaway, amerykański aktor (zm. 2011)
  - Hugo Hovenkamp, holenderski piłkarz
  - Milomir Minić, serbski prawnik, polityk, premier Serbii
- 1951:
  - Karen Allen, amerykańska aktorka
  - Willie Donachie, szkocki piłkarz, trener
  - Adam Ferency, polski aktor, reżyser teatralny
  - Bob Geldof, irlandzki wokalista, autor tekstów, kompozytor, aktor, działacz społeczny, przedsiębiorca
  - Takao Momiyama, japońsko-szwedzki artysta, teoretyk i praktyk japońskich sztuk walki - iaido, jodo i kendo
  - Leah Poulos, amerykańska łyżwiarka szybka
- 1952:
  - Clive Barker, brytyjski pisarz, reżyser i producent filmowy
  - Harold Faltermeyer, niemiecki muzyk, kompozytor, producent muzyczny
  - Maya Hanoomanjee, maurytyjska polityczka
  - Imran Khan, pakistański polityk, premier Pakistanu
  - Dominik Kuta, polski gitarzysta, multiinstrumentalista, wokalista, kompozytor, członek zespołów Czerwone Gitary, Bractwo Kurkowe 1791, Grupa Dominika i Quorum (zm. 2023)
  - Emomali Rahmon, tadżycki polityk, prezydent Tadżykistanu
  - Tamara Sorbian, polska reżyserka, scenarzystka i producentka filmowa i dokumentalna, autorka filmów animowanych (zm. 2020)
- 1953:
  - Bożena Baranowska, polska aktorka, reżyserka
  - Puma Jones, amerykańska piosenkarka (zm. 1990)
  - Aleksandr Panczenko, rosyjski szachista (zm. 2009)
- 1954:
  - Ryszard Gajewski, polski himalaista
  - Doron Szemu’eli, izraelski polityk
- 1955:
  - Henryk Kisielewski, polski rolnik, samorządowiec, poseł na Sejm RP (zm. 2023)
  - Urszula Kowalska, polska aktorka
  - Michał Lorenc, polski kompozytor, twórca muzyki filmowej
  - Ángela Molina, hiszpańska aktorka
  - Denny Rehberg, amerykański polityk
- 1956:
  - Jaume Matas, hiszpański polityk
  - Ján Richter, słowacki polityk
  - Siergiej Trietiakow, rosyjski funkcjonariusz służb specjalnych (zm. 2010)
- 1957:
  - Badalhoca, brazylijski siatkarz
  - Philippe Houvion, francuski lekkoatleta, tyczkarz
  - Roman Jankowski, polski żużlowiec, trener
  - Miroslav Sikora, polsko-niemiecki hokeista
  - Bernie Mac, amerykański aktor (zm. 2008)
  - Lee Thompson, brytyjski muzyk, kompozytor, członek zespołu Madness
  - Georgi Welinow, bułgarski piłkarz, bramkarz
- 1958:
  - Regine Berg, belgijska lekkoatletka, sprinterka i biegaczka średniodystansowa
  - Jan Brzozowski, polski generał brygady
  - Neil deGrasse Tyson, amerykański astrofizyk
  - Antonio Di Gennaro, włoski piłkarz
  - Brent Jett, amerykański pilot wojskowy, astronauta, komandor US Navy
  - Manuel Landeta, meksykański aktor, piosenkarz
  - Zrinko Ogresta, chorwacki reżyser i scenarzysta filmowy
- 1959:
  - Laura Fogli, włoska lekkoatletka, maratonka
  - Zoe MacKinnon, kanadyjska hokeistka na trawie, bramkarka (zm. 2014)
  - Edward Soński, polski fotograf
- 1960:
  - Daniel Baldwin, amerykański aktor, producent i reżyser filmowy i telewizyjny
  - Careca, brazylijski piłkarz, trener
  - Ewangelia Dzambazi, grecka bizneswoman, działaczka społeczna i sportowa, polityk
  - Elżbieta Krawczuk-Trylińska, polska lekkoatletka, skoczkini wzwyż (zm. 2017)
  - Dan Plato, południowoafrykański samorządowiec, burmistrz Kapsztadu
- 1961:
  - Pato Banton, brytyjski muzyk reggae
  - Jacek Kurzępa, polski socjolog, polityk, poseł na Sejm RP
  - Piotr Morawiec, polski gitarzysta, członek zespołu Kult
  - Mark Phillips, gujański polityk, premier Gujany
- 1962:
  - Alfredo Castro, portugalski piłkarz, bramkarz
  - Mike Conley, amerykański lekkoatleta, skoczek w dal i trójskoczek
  - Zenon Lissek, polski piłkarz (zm. 2021)
  - Juvenal Olmos, chilijski piłkarz, trener
  - Piotr Roman, polski samorządowiec, prezydent Bolesławca
  - Jarosław Wartak, polski nauczyciel, polityk, poseł na Sejm RP
  - Sylwia Wysocka, polska aktorka
- 1963:
  - John Buttigieg, maltański piłkarz, trener
  - Giuseppe Castiglione, włoski prawnik, polityk
  - Michael Hadschieff, austriacki łyżwiarz szybki
  - Krzysztof Król, polski dziennikarz, informatyk, publicysta, polityk, poseł na Sejm RP
  - Marcin Kudełka, polski aktor (zm. 2022)
  - Charlotte Link, niemiecka pisarka
  - Alexandra Thein, niemiecka polityk
- 1964:
  - Keiji Fujiwara, japoński seiyū (zm. 2020)
  - Seiko Hashimoto, japońska łyżwiarka szybka, polityk
  - Anna-Caren Sätherberg, szwedzka polityk
- 1965:
  - Theo Bos, holenderski piłkarz, trener (zm. 2013)
  - Terje Hauge, norweski sędzia piłkarski
  - Mario Lemieux, kanadyjski hokeista
  - Matthias Lindner, niemiecki piłkarz
  - Richey Reneberg, amerykański tenisista
  - Patrick Roy, kanadyjski hokeista, bramkarz, trener
  - Gregor Židan, słoweński piłkarz
- 1966:
  - Wilfred Agbonavbare, nigeryjski piłkarz, bramkarz (zm. 2015)
  - Inesa Kraweć, ukraińska lekkoatletka, skoczkini w dal i trójskoczkini
  - Jeff Lebo, amerykański koszykarz, trener
  - Jan Verhaas, holenderski sędzia snookerowy
- 1967:
  - Tim Carter, angielski piłkarz, bramkarz (zm. 2008)
  - Rex Chapman, amerykański koszykarz
  - Johnny Gioeli, amerykański wokalista, członek zespołów Hardline i Axel Rudi Pell
  - Guy Pearce, australijski aktor, muzyk pochodzenia brytyjskiego
  - Alfonso Sosa, meksykański piłkarz, trener
  - Wojciech Świtała, polski pianista
- 1968:
  - Fabián Estay, chilijski piłkarz
  - Dorota Ignatjew, polska aktorka, reżyserka teatralna, menedżerka kultury
  - Nana, niemiecki raper, muzyk pochodzenia ghańskiego
- 1969:
  - Salvatore Babones, amerykański socjolog, wykładowca akademicki
  - Wiktor Łeonenko, ukraiński piłkarz pochodzenia rosyjskiego
  - Igor Oprea, mołdawski piłkarz, trener
  - Rob Rooken, holenderski przedsiębiorca, polityk
  - Gabriel Vidal, hiszpański piłkarz
- 1970:
  - Josie Bissett, amerykańska aktorka, modelka, pisarka
  - Nicolas Fontaine, kanadyjski narciarz dowolny
  - Tord Gustavsen, norweski pianista jazzowy
  - Arkadiusz Hajdrowski, polski siatkarz
  - Dienis Kapustin, rosyjski lekkoatleta, trójskoczek
  - Maria Păduraru, rumuńska wioślarka
  - Yvon Riemer, francuski zapaśnik
- 1971:
  - Angelika Broniewska, polska aktorka
  - Bertrand Crasson, belgijski piłkarz
  - Carlos Espínola, argentyński żeglarz sportowy
  - Marcin Krajewski, polski prawnik, wykładowca akademicki, sędzia Sądu Najwyższego
  - Sascha Lewandowski, niemiecki piłkarz, trener (zm. 2016)
  - Mauricio Pellegrino, argentyński piłkarz, trener
  - Nicola Rizzoli, włoski sędzia piłkarski
  - Tietiej Alibiekowa, rosyjska zapaśniczka
- 1972:
  - Wasil Baranau, białoruski piłkarz
  - Jean-Sebastien Bax, maurytyjski piłkarz
  - Ana-Maria Botsari, grecka szachistka, trenerka
  - Danny Day, australijski kolarz torowy
  - Alain Goma, francuski piłkarz
  - Grant Hill, amerykański koszykarz
  - Tom Hooper, brytyjski reżyser filmowy i telewizyjny
  - Lewis Lofton, amerykański koszykarz
  - Alaksiej Miadzwiedzieu, białoruski zapaśnik
  - Efe Sodje, nigeryjski piłkarz
  - Sergen Yalçın, turecki piłkarz
- 1973:
  - Roman Abramowski, ukraiński menedżer, urzędnik państwowy, polityk
  - Tom Brislin, amerykański pianista, keyboardzista, piosenkarz, kompozytor
  - Ulsi Manja, albański prawnik, wykładowca akademicki, polityk
  - Tobias Schiegl, austriacki saneczkarz
  - Cédric Villani, francuski matematyk, wykładowca akademicki
- 1974:
  - Geoffrey Claeys, belgijski piłkarz
  - Christian Core, włoski wspinacz sportowy
  - Rich Franklin, amerykański zawodnik MMA
  - Heather Headley, trynidadzko-tobagijska piosenkarka, autorka tekstów, aktorka
  - Bartosz Marczuk, polski dziennikarz, urzędnik państwowy
  - Robert Mateja, polski skoczek narciarski
  - Jeff Strasser, luksemburski piłkarz
- 1975:
  - Dianbobo Baldé, gwinejski piłkarz
  - Carlos Calado, portugalski lekkoatleta, skoczek w dal
  - Tatiana Grigorieva, australijska lekkoatletka, tyczkarka, modelka pochodzenia rosyjskiego
  - Parminder Nagra, brytyjska aktorka pochodzenia indyjskiego
  - Luís Pissarra, portugalski rugbysta
  - Kate Winslet, brytyjska aktorka
- 1976:
  - Andrzej Banaszczak, polski hokeista, trener i działacz hokejowy
  - Ramzan Kadyrow, czeczeński polityk, prorosyjski premier i prezydent Czeczenii
  - Paul Matthijs, holenderski piłkarz
  - Jens Nohka, niemiecki bobsleista
- 1977:
  - José Fernando Fumagalli, brazylijski piłkarz
  - Paulina Hennig-Kloska, polska polityk, poseł na Sejm RP, minister klimatu i środowiska
  - Edina Knapek, węgierska florecistka
  - Leona Krištofová, czeska koszykarka
  - Szymon Niemiec, polski polityk, dziennikarz, działacz społeczny
  - Vinnie Paz, amerykański raper pochodzenia włoskiego
  - Konstantin Zyrianow, rosyjski piłkarz
- 1978:
  - Jürgen Brähmer, niemiecki bokser
  - Prince Ikpe Ekong, nigeryjski piłkarz
  - Miguel Llanes Hurtado, hiszpański szachista
  - Hamad Ndikumana, rwandyjski piłkarz (zm. 2017)
  - Sara Rubinstein-Korzonkowska, polska pisarka, dramatopisarka, malarka, reżyserka pochodzenia źydowskiego
  - James Valentine, amerykański gitarzysta, członek zespołu Maroon 5
  - Patrick Walden, brytyjski gitarzystka, członek zespołu Babyshambles (zm. 2025)
- 1979:
  - Julio César Cáceres, paragwajski piłkarz
  - Piotr Cugowski, polski muzyk, wokalista, członek zespołu Bracia
  - Darl Douglas, surinamski piłkarz
  - Vincenzo Grella, australijski piłkarz pochodzenia włoskiego
  - Curtis Sanford, kanadyjski hokeista, bramkarz
  - Lukáš Zelenka, czeski piłkarz
- 1980:
  - Borges, brazylijski piłkarz
  - Joakim Brodén, szwedzki wokalista, członek zespołu Sabaton
  - Mikałaj Kaszeuski, białoruski piłkarz
  - Pascal Papé, francuski rugbysta
  - Paul Thomas, amerykański basista, członek zespołu Good Charlotte
  - James Toseland, brytyjski motocyklista wyścigowy
  - Ti West, amerykański reżyser i scenarzysta filmowy
- 1981:
  - Enrico Fabris, włoski łyżwiarz szybki
  - Joel Lindpere, estoński piłkarz
  - Iran Malfitano, brazylijski aktor
  - Mohamed Shawky, egipski piłkarz
  - Agnieszka Wołoszyn, polska siatkarka
- 1982:
  - Thierno Bah, gwinejski piłkarz
  - Saori Yoshida, japońska zapaśniczka
  - Zhang Yining, chińska tenisistka stołowa
- 1983:
  - Jesse Eisenberg, amerykański aktor pochodzenia żydowskiego
  - Nicky Hilton, amerykańska modelka, projektantka mody
  - Jádson, brazylijski piłkarz
  - Wojciech Janus, polski basista, członek zespołu Blaze of Perdition (zm. 2013)
  - Florian Mayer, niemiecki tenisista
  - Juan Manuel Vargas, peruwiański piłkarz
- 1984:
  - Iryna Brémond, białorusko-francuska tenisistka
  - Zlatko Dedič, słoweński piłkarz
  - Clint Jones, amerykański skoczek narciarski
  - Kenwyne Jones, trynidadzko-tobagijski piłkarz
  - Krzysztof Mikołajczak, polski szpadzista
  - Laura Mononen, fińska biegaczka narciarska
  - Brooke Valentine, amerykańska piosenkarka
  - Wojciech Winnik, polski siatkarz
  - Ołeksandr Worobjow, ukraiński gimnastyk
- 1985:
  - Dzianis Mihal, białoruski wioślarz
  - Barry Murphy, irlandzki pływak
  - Nicola Roberts, brytyjska wokalistka, członkini zespołu Girls Aloud
- 1986:
  - Rui Costa, portugalski kolarz szosowy
  - Waleri Domowczijski, bułgarski piłkarz
  - Nikita Kurbanow, rosyjski koszykarz
  - Paweł Leończyk, polski koszykarz
  - Edyta Nawrocka, polska piosenkarka, autorka tekstów, aktorka, tancerka, prezenterka telewizyjna
  - Tanner Roark, amerykański baseballista
  - Novica Veličković, serbski koszykarz
- 1987:
  - Foluke Akinradewo, amerykańska siatkarka pochodzenia nigeryjskiego
  - Michael Grabner, austriacki hokeista
  - Jesse Joensuu, fiński hokeista
  - Liao Hui, chiński sztangista
  - Jordan Miliew, bułgarski piłkarz
  - Kevin Mirallas, belgijski piłkarz
  - Park So-yeon, południowokoreańska piosenkarka, tancerka
  - Tim Ream, amerykański piłkarz
  - Natalia Rybarczyk, polska taekwondzistka
  - Brandan Wright, amerykański koszykarz
  - Aleksandra Żekowa, bułgarska snowboardzistka
- 1988:
  - Sona Əhmədli, azerska zapaśniczka
  - Bahar Kızıl, niemiecka wokalistka pochodzenia tureckiego, członkini zespołu Monrose
  - Robbie Kruse, australijski piłkarz
- 1989:
  - André Pinto, portugalski piłkarz
  - Daniele Ratto, włoski kolarz szosowy
  - Katarzyna Woźniak, polska łyżwiarka szybka
- 1990:
  - Federico Delbonis, argentyński tenisista
  - Ali Mabkhout, emiracki piłkarz
  - İlqar Müşkiyev, azerski judoka
  - Oumed Oukri, etiopski piłkarz
  - Erick Ozuna, dominikański piłkarz
  - Blaž Rola, słoweński tenisista
  - Lais Ribeiro, brazylijska modelka
  - Mohamed Ali Yacoubi, tunezyjski piłkarz
- 1991:
  - Takahiro Ōgihara, japoński piłkarz
  - Renato Santos, portugalski piłkarz
  - Tornike Szengelia, gruziński koszykarz
  - Cristóbal Torres, chilijski zapaśnik
- 1992:
  - Sven Bärtschi, szwajcarski hokeista
  - Andrij Curikow, ukraiński piłkarz
  - Kamo Howhannisjan, ormiański piłkarz
  - Mercedes Lambre, argentyńska aktorka, tancerka, piosenkarka, modelka
  - Christoffer Nyman, szwedzki piłkarz
  - Cody Zeller, amerykański koszykarz
- 1993:
  - Alex Hamilton, amerykański koszykarz
  - Jewell Loyd, amerykańska koszykarka
  - Matti Mattsson, fiński pływak
  - Dominic Ressel, niemiecki judoka
  - Alexandra Tilley, brytyjska narciarka alpejska
- 1994:
  - Paolo Inselvini, włoski samorządowiec, polityk, eurodeputowany
  - Leondia Kalenu, cypryjska lekkoatletka, skoczkini wzwyż
  - Maksym Nikitin, ukraiński łyżwiarz figurowy
  - Spencer Sautu, zambijski piłkarz
  - Robert Tworogal, litewski gimnastyk pochodzenia polskiego
- 1995:
  - Gustavo Dulanto, peruwiański piłkarz
  - Andrés Felipe Román, kolumbijski piłkarz
  - Władimir Tkaczow, rosyjski hokeista
  - Olivier Verdon, beniński piłkarz
- 1996:
  - David Bates, szkocki piłkarz
  - Alice Merryweather, amerykańska narciarka alpejska
  - Mohammad Naderi, irański piłkarz
  - Richárd Tóth, węgierski bokser
- 1997:
  - Santiago Comesaña, hiszpański piłkarz
  - Rong Ningning, chińska zapaśniczka
  - Paul Winter, niemiecki skoczek narciarski
- 1998:
  - José Rivaldo Lozano, meksykański piłkarz
  - Exequiel Palacios, argentyński piłkarz
  - Oktawia Płomińska, polska piłkarka ręczna
  - Sanjeet, indyjski zapaśnik
- 1999:
  - Ilaria Cusinato, włoska pływaczka
  - Polina Gurýewa, turkmeńska sztangistka
  - Aleksandra Płocińska, polska lekkoatletka, biegaczka średniodystansowa
  - Sena Tomita, japońska snowboardzistka
- 2000:
  - Marcel Afeltowicz, polski koszykarz
  - Gabriel Brazão, brazylijski piłkarz, bramkarz
  - Femke Kok, holenderska łyżwiarka szybka
- 2001:
  - Matheus Martinelli, brazylijski piłkarz pochodzenia włoskiego
  - Hugo Toumire, francuski kolarz szosowy
  - Norbert Wojtuszek, polski piłkarz
- 2002 – Həsrət Cəfərov, azerski zapaśnik
- 2003:
  - Ignacy Błażejowski, polski piosenkarz, autor tekstów, kompozytor
  - Eden Golan, izraelska piosenkarka
- 2004 – Reese Brantmeier, amerykańska tenisistka
- 2006 – Jacob Tremblay, kanadyjski aktor

## Zmarli
- 578 – Justyn II, cesarz bizantyński (ur. ok. 520)
- 610 – Fokas, cesarz bizantyński (ur. ok. 570)
- 877 – (lub 6 października) Karol II Łysy, król zachodniofrankijski (ur. 823)
- 989 – Henryk III Młodszy, książę Karyntii i Bawarii (ur. ?)
- 1056 – Henryk III Salicki, cesarz rzymsko-niemiecki (ur. 1017)
- 1111 – Robert II Jerozolimski, hrabia Flandrii, krzyżowiec (ur. ok. 1065)
- 1214 – Alfons VIII Szlachetny, król Kastylii i Leónu (ur. 1155)
- 1285 – Filip III Śmiały, król Francji (ur. 1245)
- 1308 – Gwido II de la Roche, władca Księstwa Aten (ur. ?)
- 1346 – Raymond Guillaume des Farges, francuski kardynał diakon (ur. ?)
- 1354 – Giovanni Visconti, włoski duchowny katolicki, arcybiskup Mediolanu (ur. 1290)
- 1398 – Blanka d’Évreux, królowa Francji (ur. 1333)
- 1399 – Rajmund z Kapui, włoski dominikanin, błogosławiony (ur. ok. 1330)
- 1470 – Mateusz Carrieri, włoski dominikanin, błogosławiony (ur. ?)
- 1512 – Zofia Jagiellonka, królewna polska, księżniczka litewska, margrabina na Ansbach i Bayreuth (ur. 1464)
- 1523 – Bogusław X Wielki, książę pomorski (ur. 1454)
- 1524 – Joachim Patinir, flamandzki malarz (ur. ok. 1480)
- 1540 – Helius Eobanus Hessus, niemiecki poeta (ur. 1488)
- 1564 – Pierre de Manchicourt, franko-flamandzki kompozytor (ur. 1510)
- 1565 – Lodovico Ferrari, włoski matematyk (ur. 1522)
- 1606 – Philippe Desportes, francuski poeta (ur. 1564)
- 1610 – Jan Eysymont, polski poeta, tłumacz (ur. 1577)
- 1633 – Maciej Kwaśniewicz, polski teolog, wykładowca akademicki (ur. ?)
- 1640:
  - Izajasz (Kopiński), ukraiński duchowny prawosławny, metropolita kijowski (ur. ?)
  - Wojciech Łubieński, polski duchowny katolicki, sekretarz królewski (ur. 1565)
- 1652 – Adriaen van Utrecht, flamandzki malarz (ur. 1599)
- 1655 – Anastazy Antoni Sielawa, polski bazylianin, unicki arcybiskup połocki i metropolita kijowski (ur. 1583)
- 1691 – Łukasz Jacek Rostworowski, polski szlachcic, dowódca wojskowy, polityk (ur. 1643)
- 1707 – Daniel Speer, niemiecki kompozytor, pisarz (ur. 1636)
- 1714 – Ekken Kaibara, japoński filozof (ur. 1630)
- 1725 – Jan Sinapius (młodszy), śląski historyk, dramaturg, nauczyciel (ur. 1667)
- 1738 – Antonio Amorosi, włoski malarz (ur. 1660)
- 1743 – Henry Carey, brytyjski poeta, dramaturg, kompozytor (ur. 1687)
- 1763 – August III Sas, elektor Saksonii, król Polski (ur. 1696)
- 1777 – Johann Andreas von Segner, niemiecki fizyk, astronom, matematyk, lekarz, wynalazca, botanik (ur. 1704)
- 1779 – André Le Breton, francuski księgarz, wydawca (ur. 1708)
- 1786 – Johann Gottlieb Gleditsch, niemiecki botanik (ur. 1714)
- 1787 – Thomas Stone, amerykański polityk (ur. 1743)
- 1793 – José del Castillo, hiszpański malarz, grawer (ur. 1737)
- 1799 – António Diniz da Cruz e Silva, portugalski poeta (ur. 1731)
- 1805 – Charles Cornwallis, brytyjski polityk, administrator kolonialny (ur. 1738)
- 1811 – James Ogilvy, szkocki arystokrata (ur. 1750)
- 1813:
  - Eleonore Prochaska, niemiecka żołnierka (ur. 1785)
  - Tecumseh, wódz Szaunisów (ur. 1768)
  - Gabriel Zerdahelyi, węgierski duchowny katolicki, biskup bańskobystrzycki (ur. 1742)
- 1816 – Michał Ostaszewski, polski szlachcic (ur. ok. 1735)
- 1817 – Jean Joseph Guieu, francuski generał (ur. 1758)
- 1820 – Augustin Barruel, francuski jezuita, wolnomularz (ur. 1741)
- 1828 – Charlotta Hanowerska, królowa Wirtembergii (ur. 1766)
- 1830 – Józef Oleszkiewicz, polski malarz (ur. 1777)
- 1834 – María Josefa Pimentel y Téllez-Girón, hiszpańska arystokratka (ur. 1750)
- 1836 – Robert Henry Goldsborough, amerykański polityk (ur. 1779)
- 1837 – Hortensja de Beauharnais, królowa Holandii (ur. 1783)
- 1838 – Pauline Léon, francuska rewolucjonistka, feministka (ur. 1768)
- 1847 – Fryderyk Ferdynand Habsburg, arcyksiążę austriacki, admirał (ur. 1821)
- 1848 – Wasilij Lewaszow, rosyjski hrabia, generał kawalerii, polityk, premier Komitetu Ministrów Imperium Rosyjskiego (ur. 1783)
- 1851 – Jules-César Savigny, francuski zoolog (ur. 1777)
- 1855 – Thomas Mitchell, brytyjski geodeta, podróżnik (ur. 1792)
- 1860 – Aleksiej Chomiakow, rosyjski poeta, dramaturg, publicysta, malarz, myśliciel prawosławny (ur. 1804)
- 1861 – Antoni Melchior Fijałkowski, polski duchowny katolicki, arcybiskup warszawski (ur. 1778)
- 1864 – Imre Madách, węgierski dramaturg (ur. 1823)
- 1867 – Thomas Täglichsbeck, niemiecki skrzypek, kompozytor (ur. 1799)
- 1874 – Charles-Mathias Simons, luksemburski polityk, premier Luksemburga (ur. 1802)
- 1880:
  - William Lassell, brytyjski astronom (ur. 1799)
  - Jacques Offenbach, francuski kompozytor pochodzenia niemiecko-żydowskiego (ur. 1819)
- 1883 – Joachim Barrande, francuski paleontolog, geolog (ur. 1799)
- 1892 – Albert Aurier, francuski malarz, poeta, krytyk sztuki (ur. 1865)
- 1902 – Edward Gorecki, polski polityk (ur. ?)
- 1904:
  - Joanna Belejowska, polska pisarka, tłumaczka (ur. 1820)
  - Teodor Eichenwald, polski taternik (ur. ok. 1880)
- 1909 – Zhang Zhidong, chiński polityk (ur. 1837)
- 1910:
  - Ernst Viktor von Leyden, niemiecki lekarz internista (ur. 1832)
  - Robert Zimmermann, niemiecki przedsiębiorca budowlany pochodzenia polskiego (ur. 1844)
- 1912 – Lewis Boss, amerykański astronom (ur. 1846)
- 1915:
  - Tadeusz Kurpiel, polski sierżant sanitarny Legionów Polskich (ur. 1896)
  - Otto Malling, duński kompozytor (ur. 1848)
  - Pasza Sarowska, rosyjska święta mniszka prawosławna (ur. ?)
- 1918:
  - Roland Garros, francuski pilot wojskowy (ur. 1888)
  - Robert Baldwin Ross, brytyjski dziennikarz, krytyk literacki (ur. 1869)
  - Joshua Frederick Cockey Talbott, amerykański polityk (ur. 1843)
- 1919:
  - Marcin Kopiec, polski działacz narodowy, pisarz, poeta ludowy (ur. 1843)
  - Marcel Noguès, francuski pilot wojskowy, as myśliwski (ur. 1895)
- 1921 – Aniela Borne, polska posiadaczka ziemska, nauczycielka, pamiętnikarka (ur. 1853)
- 1923 – Hermann Möller, duński językoznawca, wykładowca akademicki (ur. 1850)
- 1924 – Robert Henderson, brytyjski lekarz wojskowy, rugbysta (ur. 1858)
- 1925:
  - Anna Schäffer, niemiecka zakonnica, mistyczka, stygmatyczka, święta (ur. 1882)
  - Władysław Michał Zaleski, polski duchowny katolicki, łaciński patriarcha Antiochii, delegat apostolski na Indie, podróżnik, przyrodnik (ur. 1852)
- 1926:
  - Benjo Conew, bułgarski filolog, wykładowca akademicki (ur. 1863)
  - Mari Jászai, węgierska aktorka (ur. 1850)
  - Bartłomiej Longo, włoski prawnik, tercjarz, błogosławiony (ur. 1841)
  - Richard F. Pettigrew, amerykański prawnik, polityk (ur. 1848)
- 1927:
  - Alfred Fuchs, austriacki neurolog, psychiatra (ur. 1870)
  - Sam Warner, amerykański przedsiębiorca (ur. 1887)
- 1928 – Trankwilin Ubiarco Robles, meksykański duchowny katolicki, męczennik, święty (ur. 1899)
- 1929 – Varghese Payyappilly Palakkappilly, indyjski duchowny katolicki obrządku syromalabarskiego, czcigodny Sługa Boży (ur. 1876)
- 1930: 
  - Kazimierz Czapla, polski adwokat, notariusz i działacz narodowy na Górnym Śląsku (ur. 1869)[4][5]
  - Christopher Thomson, brytyjski arystokrata, wojskowy, polityk (ur. 1875)
- 1931 – Selma Rıza, turecka pisarka, dziennikarka (ur. 1872)
- 1932:
  - Christopher Brennan, australijski filolog germański, wykładowca akademicki, poeta (ur. 1870)
  - John Charles Linthicum, amerykański polityk (ur. 1867)
  - Beniamin (Woskriesienski), rosyjski biskup prawosławny, święty nowomęczennik (ur. 1871)
- 1933:
  - Renée Adorée, francusko-amerykańska aktorka (ur. 1898)
  - Nikołaj Judenicz, rosyjski generał (ur. 1862)
- 1934 – Jean Vigo, francuski reżyser i scenarzysta filmowy (ur. 1905)
- 1935:
  - Szachan-Girej Chakurate, radziecki wojskowy, polityk (ur. 1883)
  - Henri de Jouvenal, francuski dziennikarz, polityk (ur. 1876)
- 1936:
  - Jan Budzianowski, polski major żandarmerii (ur. 1896)
  - Katarzyna Smreczyńska, polska pisarka ludowa, gawędziarka (ur. 1846)
  - Józef Sztembartt, polski porucznik kawalerii (ur. 1892)
  - Zygmunt Waliszewski, polski malarz, rysownik (ur. 1897)
- 1938:
  - Faustyna Kowalska, polska zakonnica, mistyczka, święta (ur. 1905)
  - Marian Zdziechowski, polski filozof, historyk idei (ur. 1861)
- 1939:
  - Alfons Flisykowski, polski pocztowiec, dowódca obrony Poczty Polskiej w Gdańsku (ur. 1902)
  - Jan Klimek, polski pocztowiec (ur. 1889)
  - Irena Nieżychowska, polska działaczka społeczna i narodowa (ur. 1896)
  - Antoni Potocki, polski pisarz, krytyk literacki (ur. 1867)
  - Jan Rzepka, polski pocztowiec (ur. 1899)
  - Marian Skrzypczak, polski duchowny katolicki, męczennik, błogosławiony (ur. 1909)
  - Ludwik Urstein, polski pianista pochodzenia żydowskiego (ur. 1871)
- 1940:
  - Kazimierz Jantzen, polski matematyk, meteorolog, astronom, wykładowca akademicki (ur. 1885)
  - Wojciech Januszewicz, polski kapitan pilot (ur. 1911)
  - Paweł (Konstantinow), bułgarski biskup prawosławny (ur. 1882)
  - Silvestre Revueltas, meksykański kompozytor, dyrygent, skrzypek (ur. 1899)
  - Wołodymyr Salski, ukraiński generał-chorąży (ur. 1883)
- 1941:
  - Alfred Broniewski, polski architekt, inżynier (ur. 1869)
  - Louis Dembitz Brandeis, amerykański prawnik, sędzia Sądu Najwyższego pochodzenia żydowskiego (ur. 1856)
  - Józef Jellinek, polski inżynier, urzędnik samorządowy (ur. 1886)
- 1942:
  - Heinrich Klebahn, niemiecki mykolog, fitopatolog, wykładowca akademicki (ur. 1859)
  - Dorothea Klumpke, amerykańska astronom pochodzenia niemieckiego (ur. 1861)
  - Nikołaj Milutin, radziecki architekt, polityk (ur. 1889)
  - Stanisław Woźniak, polski oficer AK (ur. 1904)
- 1943:
  - Zygmunt Lorentz, polski historyk, działacz kulturalny, pedagog (ur. 1894)
  - Wiktoria Mondelska, polska botanik, pedagog (ur. 1888)
  - Pelagia Scheffczyk, polska fakturzystka, kurierka ZWZ (ur. 1915)[6]
- 1944:
  - Gustaw, książę duński (ur. 1887)
  - Oskar von der Osten-Warnitz, niemiecki polityk (ur. 1862)
- 1945 – Nikolajs Galdiņš, łotewski oficer (ur. 1902)
- 1946:
  - István Bethlen, węgierski arystokrata, polityk, premier Węgier (ur. 1874)
  - Albert Marvelli, włoski działacz Akcji Katolickiej, błogosławiony (ur. 1918)
  - Tymisz Semczyszyn, ukraiński działacz nacjonalistyczny (ur. 1915)
- 1948:
  - Józef Budzanowski, polski samorządowiec, polityk, burmistrz Rypina, senator RP (ur. 1886)
  - Walter Medley Tattersall, brytyjski zoolog, biolog morski, wykładowca akademicki, muzealnik (ur. 1882)
- 1949 – Zygmunt Męski, polski duchowny katolicki, polityk, poseł do austriackiej Rady Państwa (ur. 1872)
- 1950:
  - Frank G. Allen, amerykański polityk (ur. 1874)
  - Robert Beale, angielski piłkarz, bramkarz (ur. 1884)
  - Fritz Heinrich Lewy, niemiecko-amerykański neurolog, neuropatolog pochodzenia żydowskiego (ur. 1885)
- 1952:
  - Alexander Pohlmann, niemiecki polityk, nadburmistrz Katowic (ur. 1865)
  - Roman Reszetyło, ukraiński duchowny greckokatolicki, teolog, szambelan papieski (ur. 1880)
- 1953:
  - Piet de Brouwer, holenderski łucznik (ur. 1880)
  - Friedrich Wolf, niemiecki lekarz, pisarz, dyplomata, żołnierz Brygad Międzynarodowych pochodzenia żydowskiego (ur. 1888)
- 1954:
  - Florent Alpaerts, belgijski kompozytor, dyrygent, pedagog (ur. 1876)
  - Boris Wyszesławcew, rosyjski adwokat, filozof, historyk filozofii prawa, wykładowca akademicki, działacz religijny, pisarz, publicysta (ur. 1877)
- 1957 – José Leandro Andrade, urugwajski piłkarz (ur. 1901)
- 1958:
  - Nils Bertelsen, norweski żeglarz sportowy (ur. 1879)
  - Janina Misiewicz, polska lekarka ftyzjatra (ur. 1893)
- 1960 – Alfred Kroeber, amerykański antropolog kultury pochodzenia niemieckiego (ur. 1876)
- 1961 – Konstanty Prus, polski pisarz, publicysta, działacz narodowy na Górnym Śląsku (ur. 1872)
- 1962 – Sylvia Beach, amerykańska pisarka, bibliotekarka (ur. 1887)
- 1967 – Clifton Williams, amerykański major piechoty morskiej, astronauta (ur. 1932)
- 1968 – Harry Freeman, brytyjski hokeista na trawie (ur. 1876)
- 1969:
  - José Bento, hiszpański strzelec sportowy (ur. 1882)
  - Douglas Lloyd Savory, brytyjski filolog, wykładowca akademicki, polityk (ur. 1878)
- 1970 – Ahmet Bilek, turecki zapaśnik (ur. 1932)
- 1972:
  - Iwan Jefriemow, rosyjski paleontolog, wykładowca akademicki, pisarz science fiction (ur. 1907)
  - Solomon Lefschetz, amerykański matematyk, wykładowca akademicki (ur. 1884)
  - Jerzy Suszko, polski chemik, wykładowca akademicki (ur. 1889)
- 1973:
  - Lidia Hornicka, polska aktorka, reżyserka filmowa (ur. 1923)
  - Tadeusz Morgenstern-Podjazd, polski kontradmirał (ur. 1895)
  - Milunka Savić, serbska sierżant (ur. 1888)
  - Mieczysław Stoor, polski aktor (ur. 1929)
- 1974 – Zalman Szazar, izraelski polityk, historyk, dziennikarz, pisarz (ur. 1889)
- 1975 – Jan Dąbrowski, polski architekt, konserwator (ur. 1888)
- 1976 – Lars Onsager, amerykański fizyk, chemik, matematyk, laureat Nagrody Nobla pochodzenia norweskiego (ur. 1903)
- 1979 – Zygmunt Hertz, polski pisarz (ur. 1908)
- 1981:
  - Gloria Grahame, amerykańska aktorka (ur. 1923)
  - Rodolphe Guilland, francuski historyk, bizantynolog, wykładowca akademicki (ur. 1888)
- 1986:
  - Hal B. Wallis, amerykański producent filmowy (ur. 1899)
  - James H. Wilkinson, brytyjski matematyk, informatyk (ur. 1919)
- 1989 – Ernesto Formenti, włoski bokser (ur. 1927)
- 1990 – Đorđe Vujadinović, jugosłowiański piłkarz (ur. 1909)
- 1991:
  - Gloria Kossak, polska malarka, poetka (ur. 1941)
- 1992:
  - Cornelis Berkhouwer, holenderski polityk (ur. 1919)
  - Gösta Carlsson, szwedzki kolarz szosowy (ur. 1906)
  - Izydor Gąsienica-Łuszczek, polski skoczek narciarski, kombinator norweski (ur. 1912)
  - Eddie Kendricks, amerykański piosenkarz (ur. 1939)
- 1993 – Francesco Carpino, włoski duchowny katolicki, arcybiskup Palermo, kardynał (ur. 1905)
- 1994:
  - Anker Rogstad, norweski pisarz (ur. 1925)
  - Nini Rosso, włoski trębacz, kompozytor (ur. 1926)
- 1995:
  - Jan Cieślik, polski generał brygady (ur. 1924)
  - Mieczysław Pszon, polski dziennikarz (ur. 1915)
  - Lorry Sant, maltański związkowiec, polityk (ur. 1937)
- 1996:
  - Seymour Cray, amerykański przemysłowiec (ur. 1925)
  - Antonina Kawecka, polska śpiewaczka operowa (sopran) (ur. 1923)
- 1998 – Gustaw Gottesman, polski dramaturg, dziennikarz, tłumacz pochodzenia żydowskiego (ur. 1918)
- 2000 – Leopold Barschandt, austriacki piłkarz (ur. 1925)
- 2001:
  - Barbara Bormann-Żółkiewska, polska reżyserka (ur. 1923)
  - Jan Lenica, polski grafik (ur. 1928)
  - Emilie Schindler, niemiecka Sprawiedliwa wśród Narodów Świata (ur. 1907)
  - Monika Żeromska, polska pisarka, malarka (ur. 1913)
- 2003:
  - Neil Postman, amerykański filozof, medioznawca, krytyk kultury, wykładowca akademicki (ur. 1931)
  - Denis Quilley, brytyjski aktor (ur. 1927)
  - Timothy Treadwell, amerykański ekolog (ur. 1957)
- 2004:
  - Rodney Dangerfield, amerykański aktor komediowy (ur. 1921)
  - William H. Dobelle, amerykański lekarz (ur. 1941)
  - Bogusław Halikowski, polski pediatra, neurolog dziecięcy (ur. 1914)
  - Maurice Wilkins, brytyjski biochemik, wykładowca akademicki, laureat Nagrody Nobla pochodzenia nowozelandzkiego (ur. 1916)
- 2005:
  - Horst Floth, niemiecki bobsleista (ur. 1934)
  - Natan Gross, polski pisarz, dziennikarz, reżyser pochodzenia żydowskiego (ur. 1919)
  - Marian Kryszewski, polski fizykochemik, wykładowca akademicki (ur. 1925)
- 2006 – George King, amerykański koszykarz (ur. 1928)
- 2007:
  - Walter Kempowski, niemiecki prozaik, poeta (ur. 1929)
  - Władysław Kopaliński, polski leksykograf, tłumacz, wydawca, autor słowników (ur. 1907)
  - Władimir Kuzin, rosyjski biegacz narciarski (ur. 1930)
  - Jack Wilson, amerykański pianista i kompozytor jazzowy
- 2008:
  - Leopoldo Elia, włoski prawnik, polityk (ur. 1925)
  - Josef Korčák, czeski polityk, premier Czeskiej Republiki Socjalistycznej (ur. 1921)
  - Ken Ogata, japoński aktor (ur. 1937)
  - Miha Valič, słoweński alpinista (ur. 1978)
- 2009:
  - Izrail Gelfand, radziecki matematyk, wykładowca akademicki pochodzenia żydowskiego (ur. 1913)
  - Mira Jaworczakowa, polska pisarka (ur. 1917)
  - Edward Leja, polski fizyk, wykładowca akademicki, wynalazca (ur. 1937)
- 2010:
  - Roy Ward Baker, brytyjski reżyser filmowy (ur. 1916)
  - Jānis Klovāns, łotewski szachista (ur. 1935)
  - Steve Lee, szwajcarski wokalista rockowy (ur. 1963)
- 2011:
  - Niver Arboleda, kolumbijski piłkarz (ur. 1967)
  - Bert Jansch, szkocki muzyk folkowy, założyciel zespołu Pentagle (ur. 1943)
  - Steve Jobs, amerykański informatyk, wynalazca, przedsiębiorca pochodzenia syryjskiego (ur. 1955)
  - Pietro Lombardi, włoski zapaśnik (ur. 1922)
  - Charles Napier, amerykański aktor (ur. 1936)
  - Edward Warzecha, polski aktor (ur. 1937)
- 2012:
  - Keith Campbell, brytyjski biolog, wykładowca akademicki (ur. 1954)
  - Stefan Leletko, polski sztangista (ur. 1953)
  - Władysław Lenkiewicz, polski inżynier, prozaik, poeta, narciarz (ur. 1916)
- 2013:
  - Eugeniusz Górski, polski filozof, historyk idei, hispanista, wykładowca akademicki (ur. 1947)
  - Carlo Lizzani, włoski aktor, reżyser, scenarzysta i producent filmowy i telewizyjny (ur. 1922)
- 2014:
  - David Chavchavadze, amerykański pisarz pochodzenia gruzińskiego (ur. 1924)
  - Andrea de Cesaris, włoski kierowca wyścigowy (ur. 1959)
  - Anna Przybylska, polska aktorka, fotomodelka (ur. 1978)
  - Michał Waligórski, polski prawnik, wykładowca akademicki (ur. 1944)
- 2015:
  - Chantal Akerman, belgijska aktorka, reżyserka i scenarzystka filmowa (ur. 1950)
  - Henning Mankell, szwedzki pisarz, dziennikarz, reżyser teatralny (ur. 1948)
  - Włodzimierz Olszewski, polski prawnik, sędzia, adwokat (ur. 1941)
  - Karol Sycylijski, hiszpański arystokrata (ur. 1938)
- 2016:
  - Michal Kováč, słowacki ekonomista, polityk, prezydent Słowacji (ur. 1930)
  - György Márkus, węgierski filozof, wykładowca akademicki (ur. 1934)
  - Rod Temperton, brytyjski kompozytor (ur. 1949)
- 2017:
  - Anton Geurts, holenderski kajakarz (ur. 1932)
  - Eberhard van der Laan, holenderski prawnik, samorządowiec, polityk, minister ds. mieszkalnictwa, wspólnot i integracji, burmistrz Amsterdamu (ur. 1955)
  - Zygmunt Łupina, polski historyk, nauczyciel, polityk, poseł na Sejm PRL (ur. 1929)
- 2018:
  - Hryhorij Chyżniak, ukraiński koszykarz (ur. 1974)
  - Janusz Ciesielski, polski szachista (ur. 1955)
  - Louis DeSimone, amerykański duchowny katolicki, biskup pomocniczy Filadelfii (ur. 1922)
  - Wiktor Jackiewicz, polski architekt (ur. 1932)
  - Karl Mildenberger, niemiecki bokser (ur. 1937)
- 2019:
  - Józef Golla, polski piłkarz, trener (ur. 1943)
  - Jan Kulaszewicz, polski dyrygent, chórmistrz (ur. 1930)
  - Blaine Lindgren, amerykański lekkoatleta, płotkarz (ur. 1939)
  - Philippe Vandevelde, belgijski rysownik komiksowy (ur. 1957)
- 2020:
  - Aleksandr Andriejew, rosyjski generał pułkownik lotnictwa (ur. 1923)
  - Zbigniew Ciesielski, polski matematyk, wykładowca akademicki (ur. 1934)
- 2021:
  - Francisca Celsa dos Santos, brazylijska superstulatka (ur. 1904)
  - Zoran Stanković, serbski generał, lekarz, polityk, minister obrony i minister zdrowia (ur. 1954)
  - Juozas Žemaitis, litewski duchowny katolicki, biskup wyłkowyski (ur. 1926)
- 2022:
  - Gaby Cárdeñas, peruwiańska siatkarka (ur. 1958)
  - Alina Kacperska-Lewak, polska botanik, wykładowczyni akademicka (ur. 1934)
  - Wolfgang Kohlhaase, niemiecki pisarz, reżyser i scenarzysta filmowy (ur. 1931)
  - Jacek Korczak-Mleczko, polski dziennikarz sportowy (ur. 1951)
  - Hans Lagerwall, szwedzki szpadzista (ur. 1941)
  - Sulejman Maliqati, albański piłkarz, bramkarz (ur. 1928)
  - Stanisław Mazurkiewicz, polski inżynier mechanik. wykładowca akademicki (ur. 1937)
  - Michael Papps, australijski strzelec sportowy (ur. 1932)
  - Henryk Stachowiak, polski fizyk teoretyk, wykładowca akademicki (ur. 1933)
  - Barbara Stamm, niemiecka polityk (ur. 1944)
- 2023:
  - Adrianna Bilik, austriacka koszykarka (ur. 1945)
  - Jon Beare, kanadyjski wioślarz (ur. 1974)
  - Janusz Jankowski, polski prawnik, wykładowca akademicki (ur. ?)
  - Zorica Jevremović, serbska reżyserka teatralna, dramaturg, teoretyk teatru, działaczka na rzecz praw człowieka (ur. 1948)
  - Wojciech Sadley, polski artysta, pedagog (ur. 1932)
  - Romano Voltolina, włoski piłkarz (ur. 1937)
- 2024:
  - A.Q.M. Badruddoza Chowdhury, bengalski lekarz, polityk, minister spraw zagranicznych, prezydent Bangladeszu (ur. 1930)
  - Helmut Bauer, niemiecki duchowny katolicki, biskup pomocniczy Würzburga (ur. 1933)
  - Robert Coover, amerykański pisarz (ur. 1932)
  - Kordian Jajszczok, polski hokeista (ur. 1950)
  - Andrzej Jakubas, polski aktor (ur. 1959)
  - Zbigniew Powęska, polski generał brygady (ur. 1965)
  - Pavla Vošahlíková, czeska historyk (ur. 1951)